# Акимиски
Остров Акимиски (англ. Akimiski Island) — крупнейший остров в заливе Джеймс (Канада). Входит в состав региона Кикиктани территории Нунавут Канады.

## География

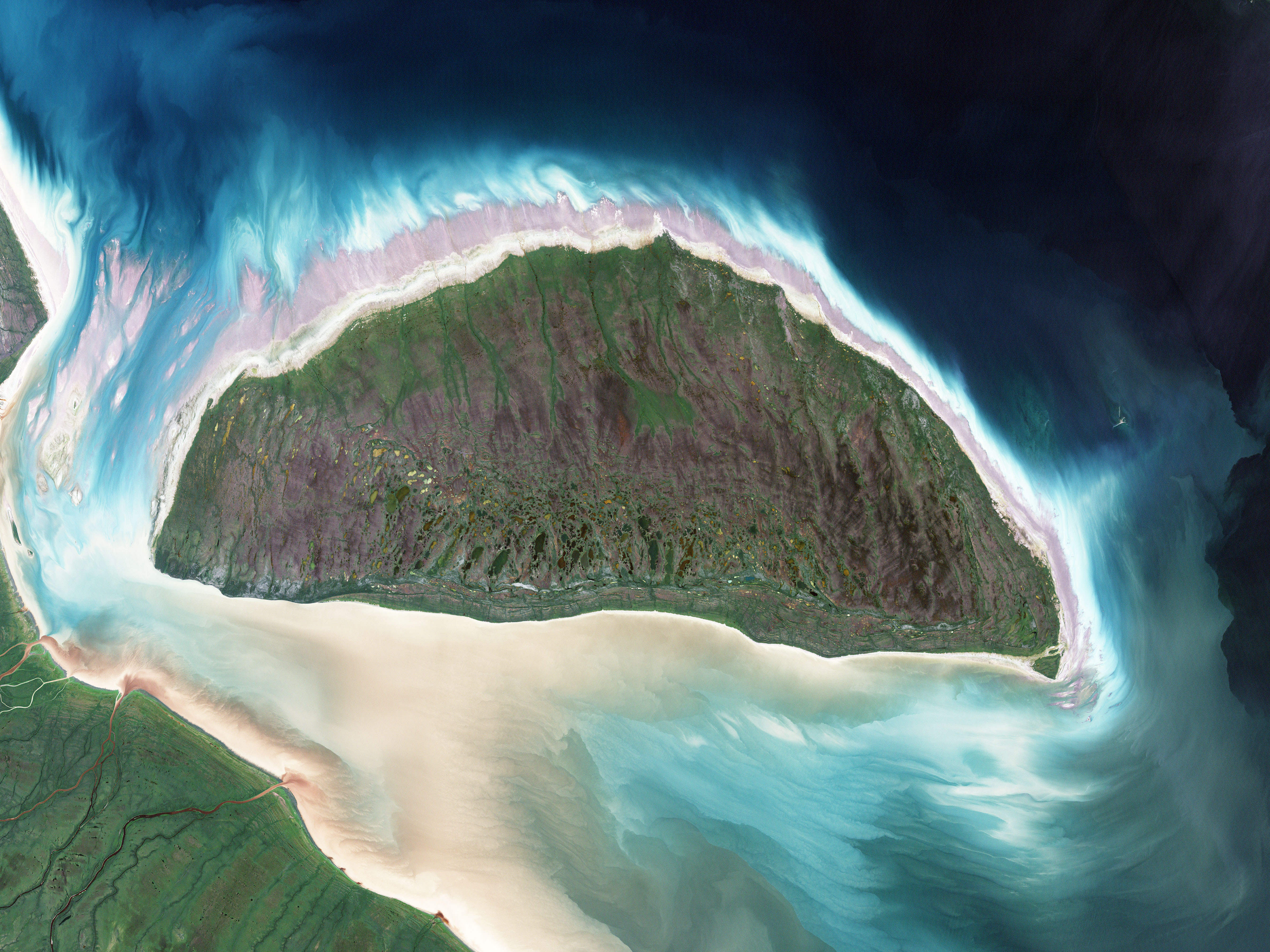
Спутниковый снимок острова Акимиски

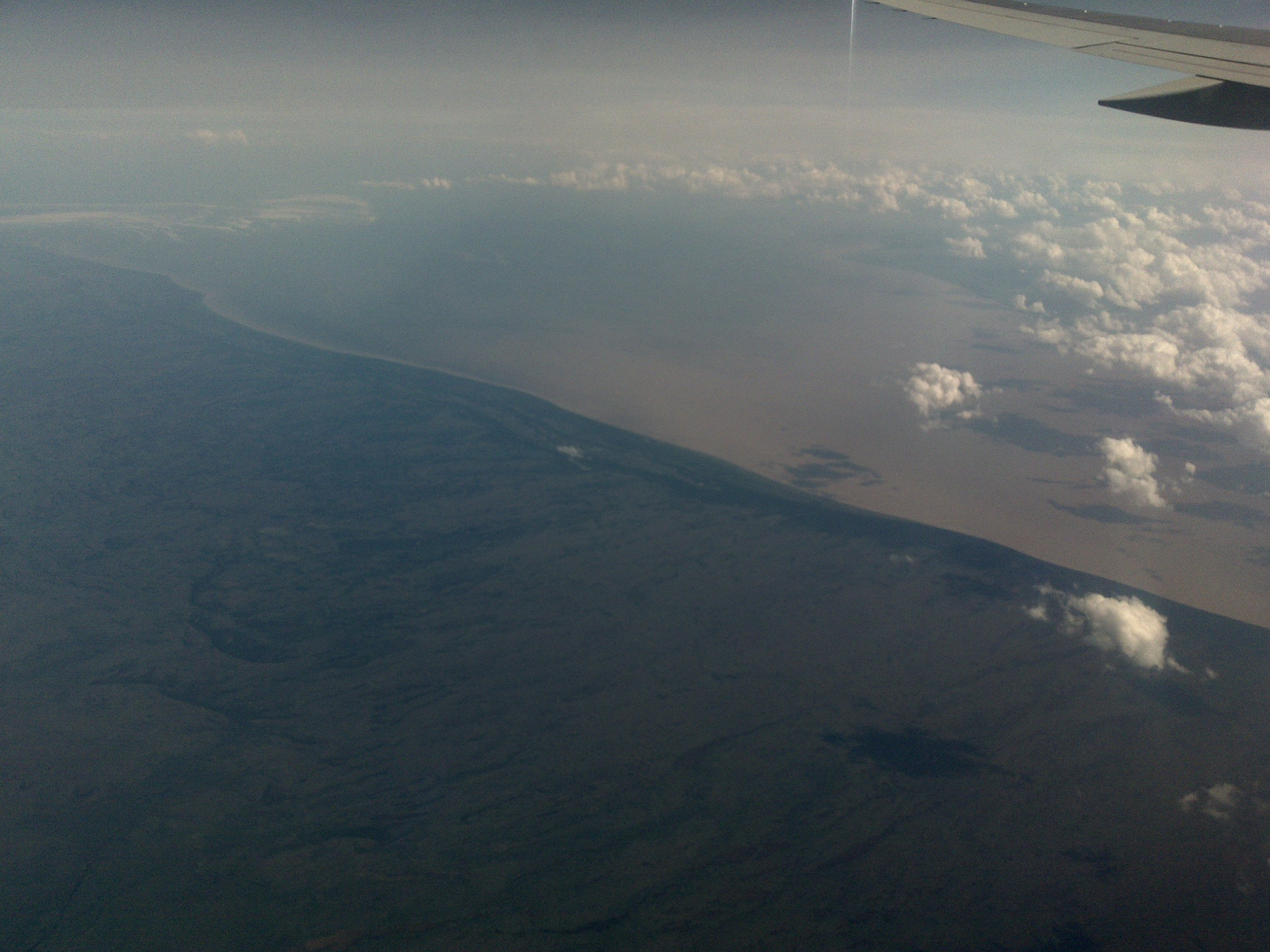
Фотография западного берега, вид с севера. Середина июля

Площадь острова составляет 3001 км², что делает его 163 в списке крупнейших островов мира и 29 в списке крупнейших островов Канады. Длина береговой линии острова равна 261 км, максимальная длина — 86 км, максимальная ширина — 32 км. Остров находится в 19 км от провинции Онтарио, которую можно увидеть с западного берега острова.
Поверхность острова равнинная с небольшим увеличением высоты к северу. Основная растительность — лишайники, мхи и травы, а также карликовые чёрные ели. Береговые отмели образовывают болота и ватты. Потоки пресной воды, попадающие в залив Джеймса с юго-запада, обеспечивают достаточным питанием птичьи колонии в окрестностях острова.
Акимиски входит в группу островов, включающую также остров Гаскет, острова Галере, банку Альберт и острова Акимиски Стрэйт.

## Климат
- Среднегодовая температура: 2,5 °C
- Годовые осадки: дождь — 450 мм, снег — 250 мм[4]

## Фауна
Прибрежные воды и отмели острова Акимиски (и всего залива Джеймс) играют важную роль в жизни многих видов перелётных птиц. Среди них:
- Чёрная казарка
- Канадская казарка
- Белый гусь
- Пятнистый веретенник
- Малый песочник

Залив Джеймс и Гудзонов залив глубоко вдаются в материк и, как следствие, перелётные птицы из Арктики, собираются в этих местах. Во время осенней миграции наблюдается их наибольшее скопление из-за одновременного присутствия взрослых птиц и молодняка. Весной птицы предпочитают оставаться в южных районах залива Джеймс, пока северная часть не освободится ото льда.

## Заповедник
Остров Акимиски является птичьим заповедником (53°10′12″ с. ш. 081°19′48″ з. д.). Его восточная часть имеет федеральное значение.

## Население
В настоящее время остров необитаем (2012). Ранее на его территории проживали индейцы, которые использовали его для проведения традиционных обрядов.